# 音速小子 繽紛色彩
《音速小子 繽紛色彩》是一款由Dimps制作、世嘉发行的索尼克系列平台遊戲。該遊戲全球發行於2010年11月。
遊戲主角刺猬索尼克，要對付刺猬索尼克系列主要對手的蛋頭博士（他綁架外星人作為人質，並將其用於邪惡的目的）。在遊戲過程中，可用第三人稱視角變成橫向捲軸遊戲遊玩。在發展過程中，世嘉解釋他們在“索尼克”系列中取消了不合標準的遊戲，並且開發了新的遊戲，以提高品牌的價值。內容包括角度互換，遊樂園場景，以及獨特的音樂分數。世嘉透露，他們正在為廣泛的人口開發遊戲，其中包括老年人和年輕消費者。遊戲引入了能力加強，玩家可以使用它來增強攻擊或達到不可能的位置。
《音速小子 繽紛色彩》獲得了正向評價，評論家讚揚遊戲的整體表現，圖形，音樂，角度互動，以及能力加強授予的優勢。
2021年5月28日，世嘉宣布推出本作HD加強版《音速小子 繽紛色彩 究極版》，於同年9月7日（亞洲地區於9月9日）在任天堂Switch、PlayStation 4、Xbox One和Windows的Epic遊戲商城平台全球發售。

## 外部連結
- 官方网站